# Kleiner Epaulettenflughund
Der Kleine Epaulettenflughund (Epomophorus minor) ist ein im östlichen Afrika verbreitetes Fledertier in der Gruppe der Epaulettenflughunde. Die Art ist eng mit dem Gambia-Epaulettenflughund (Epomophorus gambianus) verwandt. Bis in die 1990er Jahre zählten die Populationen des Äthiopien-Epaulettenflughundes (Epomophorus labiatus) zu dieser Art.

## Merkmale
Mit einer Kopf-Rumpf-Länge von 96 bis 115 mm, einem Gewicht von 45 bis 55 g und mit 54 bis 67 mm langen Unterarmen ist diese schwanzlose Art kleiner als die beiden anderen zuvor genannten Gattungsvertreter. Es sind 14 bis 15 mm lange Hinterfüße und 16 bis 20 mm lange Ohren vorhanden. Männchen unterscheiden sich von Weibchen durch eine größere Gestalt, eine breitere Schnauze und eine gefaltete Oberlippe. Die namensgebenden an Epauletten erinnernden Haarbüschel an den Schultern der Männchen sind weiß. Typisch für den Kopf sind weiterhin große Augen mit brauner Iris, nackte abgerundete Ohren mit dunklen Kanten, weiße Flecken vor und hinter den Ohren sowie ein weniger robuster Schädel. Das sandbraune Fell ist auf der Unterseite etwas heller. Weitere Kennzeichen sind hellbraune Flughäute mit wenigen Haaren und eine Putzkralle am zweiten Finger. Am Gaumen befinden sich sechs dicke Querwülste.

## Verbreitung
Der Kleine Epaulettenflughund hat eine Population in Äthiopien sowie eine weitere von Kenia und Uganda über Tansania bis in die östliche Demokratische Republik Kongo, ins östliche Sambia, nach Malawi und ins nördliche Mosambik. Die Art lebt im Flachland und in Gebirgen bis 1950 Meter Höhe. Als Habitat dienen die Waldsavanne Miombo, andere Savannen, Buschländer, kleine Waldgebiete, Grasländer und Halbwüsten.

## Lebensweise
Dieser nachtaktive Flughund ruht am Tage im Blattwerk von Palmen und anderen Bäumen sowie in selten genutzten Gebäuden. Gruppen oder Einzelexemplare von Weibchen und Männchen ruhen getrennt. Der Kleine Epaulettenflughund frisst verschiedene Früchte, die mit Nektar komplettiert werden. Funde von paarungsbereiten Individuen, trächtigen Weibchen, Weibchen mit aktiven Zitzen und von Jungtieren lassen vermuten, dass die Fortpflanzung im Frühjahr und Herbst stattfindet.

## Gefährdung
In verschiedenen Regionen wird dieser Flughund als Bushmeat gejagt. Die IUCN listet die Art als nicht gefährdet (least concern) aufgrund einer stabilen Gesamtpopulation.